# Жетысу Б
«Жетысу Б» (каз. Жетісу Б) — казахстанский футбольный клуб из Талдыкоргана. Является фарм-клубом «Жетысу». После того, как в 2017 году основной клуб вернулся в высший дивизион, в структуре клуба был создан «Жетысу Б» для участия в Первой лиги. В 2018 и 2019 году команда занимала 5-е место, что оба раза являлась лучшим результатом среди фарм-клубов.

## Статистика выступлений
| Сезон | Первая лига                | Место | И  | В  | Н  | П  | М       | О  |
| ----- | -------------------------- | ----- | -- | -- | -- | -- | ------- | -- |
| 2018  | Первая лига                | 5     | 33 | 18 | 3  | 12 | 45 — 26 | 57 |
| 2019  | Первая лига                | 5     | 26 | 10 | 12 | 4  | 42 — 23 | 42 |
| 2020  | Первая лига. Конференция 2 | 4     | 12 | 6  | 3  | 3  | 20 — 13 | 21 |

## «Жетысу-М»
Ранее в первой лиге в сезонах 1997, 1998, 2004—2007 играла команда «Жетысу-2» (названия в 1997 и 1998 годах — «Жетысу-Промсервисхолдинг» и «Жетысу-Промсервис», в 2006 — «Коксу»). С 2016 года команда «Жетысу U-21» играет во второй лиге.